# Aula-Vintri
Aula-Vintri – wieś w Estonii, w prowincji Saare, w gminie Kaarma. W 2004 roku wieś zamieszkiwało 18 osób.